# 사하라땃쥐
사하라땃쥐 또는 타르파야땃쥐(Crocidura tarfayensis)는 땃쥐과에 속하는 포유류의 일종이다. 모리타니와 모로코에서 발견된다. 자연 서식지는 암반 지대와 모래 해안이다. 서식지 감소로 멸종 위협을 받고 있다.